# 컬버린

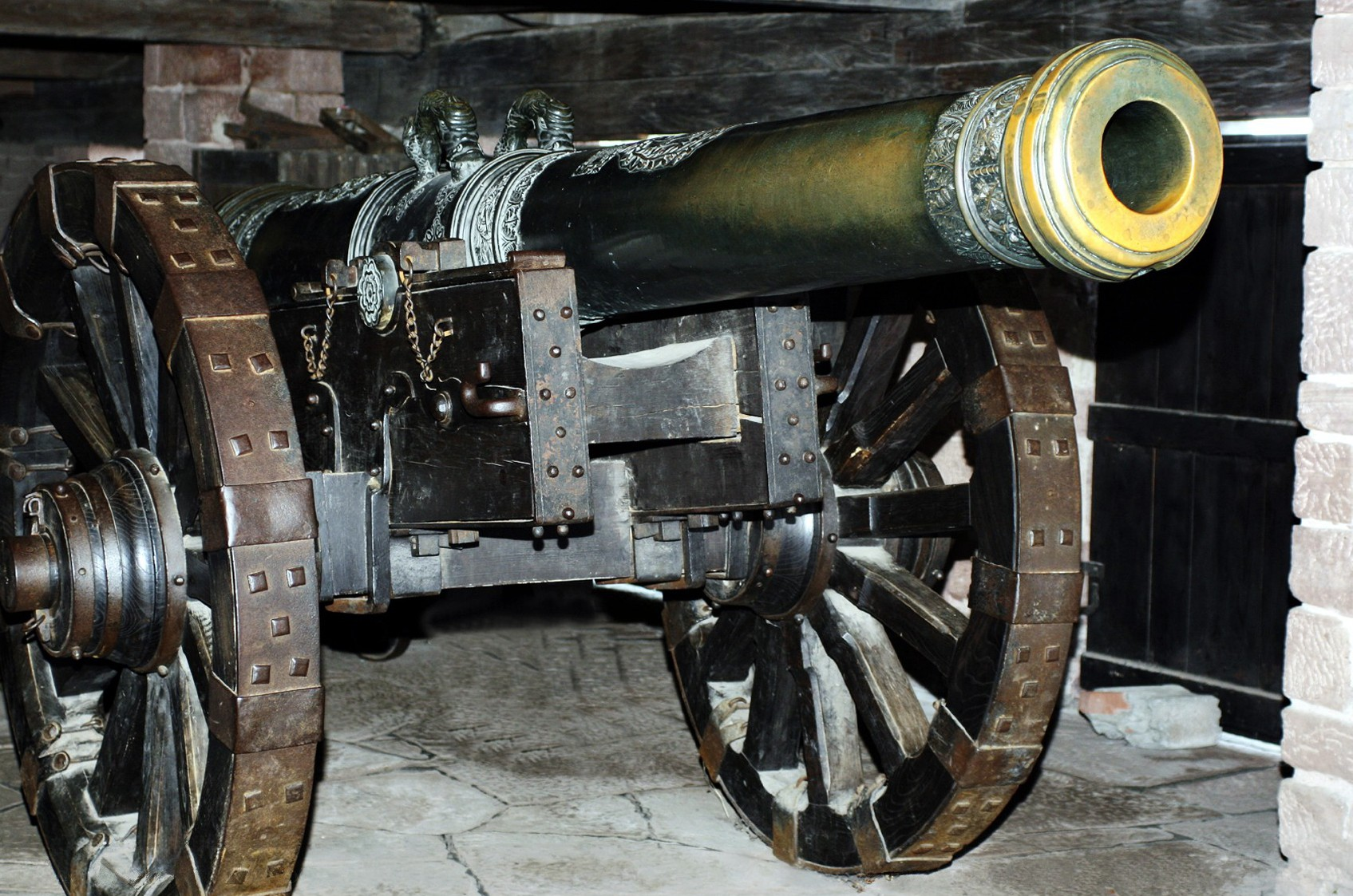
컬버린포.

컬버린(Culverin)은 15세기 중반~17세기 경 사용되었던 화기를 말한다. 컬버린의 종류는 크게 두 가지로, 머스킷의 전신격이 되는 초기의 개인화기용 컬버린과, 후기의 화포형 컬버린으로 분류할 수 있다. 컬버린은 공격 대상을 먼 거리에서 포격하기 위하여 사용되었으며, 상대적으로 긴 포신과 가벼운 무게, 구체형 탄환을 고속에 직사로, 먼 거리에서 발사하는 것이 특징이었다.

## 핸드 컬버린

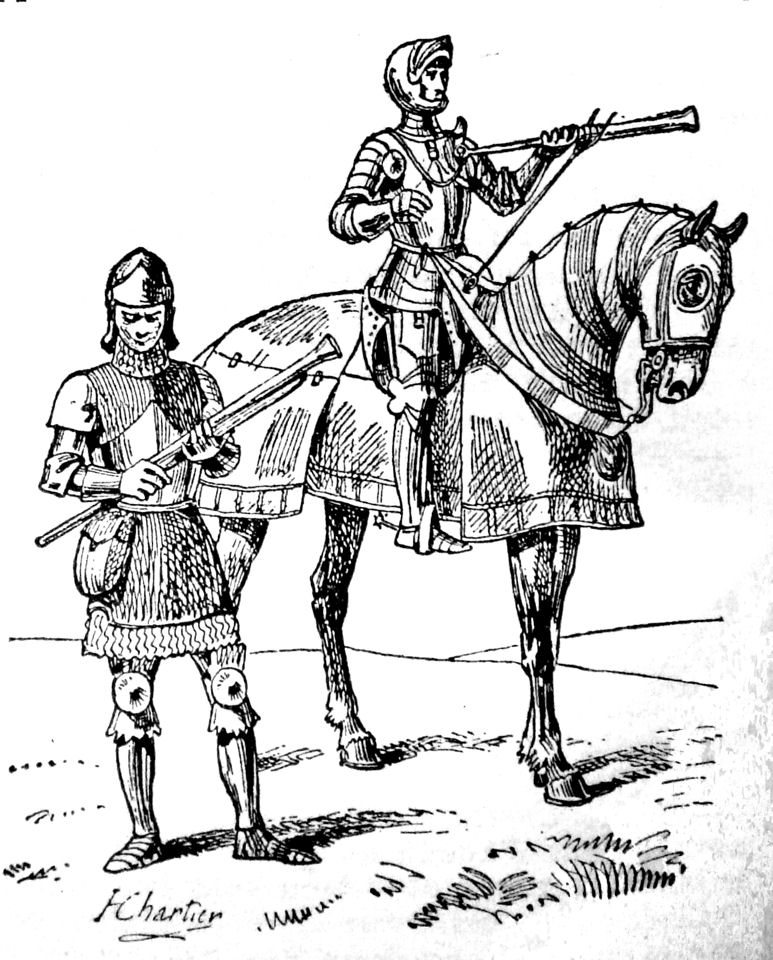
핸드 컬버린을 사용하는 15세기 병사들.

'컬버린(culverin)'이라는 용어는 'colubrinus', 즉 뱀을 뜻하는 라틴어에서 비롯된 것이며, 이러한 이름이 붙은 개인용 화기는 15~16세기 사용된 머스켓의 조상과도 같은 것이었다.
개인용 컬버린은 화약 투입구를 제외한 한 쪽이 닫혀있는 활강식 총신으로 이루어졌다. 총신은 목재 받침대로 고정되었으며, 화약과 발사체, 그리고 심지를 통해 장전되고 발사되었다.
이러한 개인용 컬버린들은 곧 보다 무거운, 40kg 남짓의 대형 화포로 진화하였다. 이러한 컬버린들은, 나중에는 함포용으로서, 후장식 유선형 탄환을 주로 사용하게 되었다.

## 컬버린포
보다 대형화된 이후, 컬버린들은 규격에 따라 세 가지 형태로 나뉘었는데, 이는 각각 대형(culverin extraordinary), 중형(ordinary), 최소형(least-sized)으로 분류되고 명명되었다.
| 이름                    | 구경            | 포신                           | 무게                | 탄환직경         | 탄환무게            |
| ----------------------- | --------------- | ------------------------------ | ------------------- | ---------------- | ------------------- |
| 컬버린 엑스트라오디너리 | 5.5 in (140 mm) | 32 캘리버 (14 ft 8 in; 4.47 m) | 4,800 lb (2,200 kg) | 5.25 in (130 mm) | 20 lb (9.1 kg)      |
| 오디너리 컬버린         | 5.5 in (140 mm) | 25 캘리버 (12 ft; 3.7 m)       | 4,500 lb (2,000 kg) | 5 in (130 mm)    | 17 lb 5 oz (7.9 kg) |
| 최소평 컬버린           | 5 in (130 mm)   | 29 캘리버 (12 ft; 3.7 m)       | 4,000 lb (1,800 kg) | 3.25 in (83 mm)  | 14 lb 9 oz (6.6 kg) |

이외에도, 더 작은 형태의 컬버린 또한 존재하였는데, 바스타드컬버린을 비롯해, 데미컬버린 또한 이러한 소형 컬버린에 속하는 것이었다.
대체로, 컬버린은 과거 발리스타가 맡고 있던 경량포의 역할을 하였으며, 이는 발리스타의 급격한 진화형태가 컬버린이었음을 의미한다. 화약을 통한 우수한 추진력과 사정거리의 확보와 보다 무거운 구형 탄환을 통한 안정적인 비행은, 이러한 발전을 잘 설명하는 특징이라 할 수 있다. 대형 컬버린(culverin extraordinary)의 복제품을 통해 실험한 결과, 해당 포는 낮은 각도로도 약 450m의 사거리와 초속 408m라는 탄환의 비행속도를 낼 수 있는 것으로 확인되었다. 이러한 비행속도를 가진 탄환은, 포구로부터 발사될 시점에 약 600,000j(600kj) 가량의 운동에너지를 가지고 있다.
이러한 컬버린은, 기술의 발전에 따라, 폭발형 탄환을 가진 야전포로 대체된다.

## 같이 보기
- 아쿼버스
- 데미컬버린
- 수발총
- 핸드 캐넌
- 화승총
- 머스킷
- 피스톨
- 치륜총